# جزیره ایونی
جزیره ایونی (انگلیسی: Iony Island) یک جزیره در سرزمین خاباروفسک کشور روسیه است.